# 塔伯納克爾鎮區 (北卡羅萊納州蘭道夫縣)
塔伯納克爾鎮區（英語：Tabernacle Township）是位於美國北卡羅萊納州蘭道夫縣的一個鎮區。

## 地方資料
塔伯納克爾鎮區的面積為130.80平方千米，皆為陸地。根據2020年美國人口普查的數據，當地共有人口6224人，而人口密度為每平方千米47.58人。